# Schluckimpfung

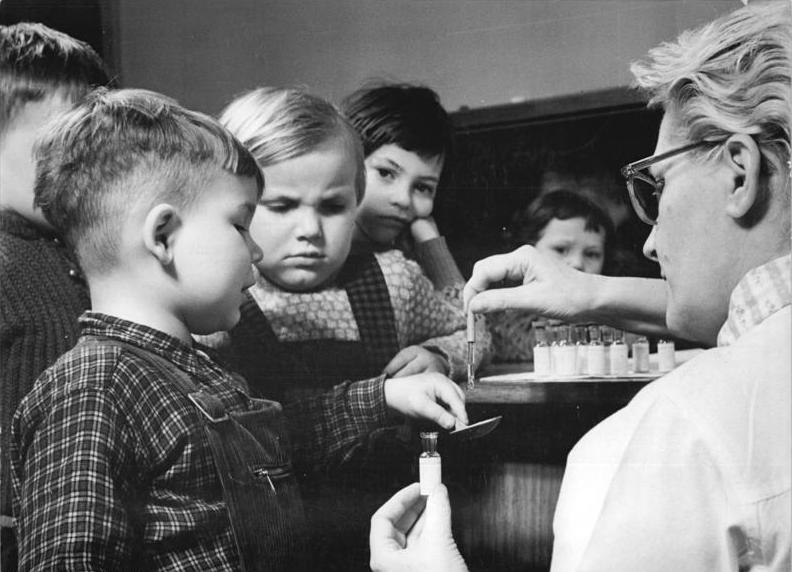
Schluckimpfung im Kindergarten (1960)

Die Schluckimpfung ist eine Impfung mit einem Impfstoff, der oral aufgenommen wird. Als Erfinder der Schluckimpfung gilt der Virologe Albert Sabin.

## Eigenschaften
Der Impfstoff einer Schluckimpfung besteht meist aus funktionsfähigen, aber abgeschwächten Erregern (Lebendimpfstoff), die bei immunkompetenten Personen die Krankheit nicht auslösen können, z. B. aufgrund einer Attenuierung. Voraussetzung für eine wirksame Schluckimpfung ist die Resistenz des abgeschwächten Erregers gegenüber den abbauenden Umgebungsbedingungen im Verdauungstrakt (Magensaft, Verdauungsenzyme), wie sie bei Erregern vorkommt, die über den Verdauungstrakt infizieren. Schluckimpfungen gibt es unter anderem gegen Polio, Typhus, Tuberkulose, Cholera, Rotavirus-Erkrankungen. Bei attenuierten (abgeschwächten) Erregern kann es zu einer stark behinderten Replikation des Erregers im Geimpften kommen, die für eine Impfantwort, aber nicht für eine Erkrankung ausreicht, wenn der attenuierte Erreger noch schwach replikationskompetent ist. Das betrifft die meisten Schluckimpfstoffe. Bei manchen attenuierten Erregern, wie das MVA-Virus bei der Pockenimpfung, reicht es ohne Replikationskompetenz für eine schützende Impfantwort. Schluckimpfstoffe werden sowohl als immunogene Impfstoffe zur Erzeugung einer Immunantwort als auch als tolerogene Impfstoffe zur Hyposensibilisierung eingesetzt.

## Vor- und Nachteile
Vorteile einer Schluckimpfung sind die einfache Anwendung, die Vermeidung von Injektionen, die günstige Produktion und aufgrund der Verarbeitung des Impfstoffs innerhalb einer Zelle die Erzeugung sowohl einer humoralen Immunantwort (erzeugt Antikörper) als auch einer zellulären Immunantwort (erzeugt T-Zellen). Die intrazelluläre Verarbeitung des Impfstoffs ermöglicht eine Präsentation von Teilen der Proteine des Erregers an Haupthistokompatibilitätskomplexen des Typs I, die wiederum die zelluläre Immunantwort ermöglicht, wie auch bei den genetischen Impfstoffen. Früher wurde in der Bundesrepublik Deutschland – wo keine Impfpflicht gegen Poliomyelitis besteht, sondern nur amtliche Impfempfehlungen gelten – mit dem Slogan „Kinderlähmung ist grausam – Schluckimpfung ist süß“ bzw. auch „Schluckimpfung ist süß – Kinderlähmung ist bitter“ auch für eine Teilnahme an der Polio-Schluckimpfung geworben.
Ein Nachteil ist die mögliche Reversion zu replikationskompetenten und pathogenen Erregern (ähnlich wie der Wildtyp des Erregers), die durch zahlreiche Deletionen im Genom des attenuierten Erregers vermieden werden sollen. Weitere Nachteile sind, dass der Schluckimpfstoff an Wirksamkeit verliert, wenn gleichzeitig Magen-Darm-Infekte oder Diarrhoe vorliegen oder der Patient bestimmte Antibiotika einnimmt. Auch für immungeschwächte Personen sind orale Lebendimpfstoffe oftmals nicht geeignet, da wie auch bei anderen Lebendimpfstoffen in seltenen Fällen eine Erkrankung durch den Impferreger ausgelöst werden kann. Aus diesem Grund wird der Schluckimpfstoff gegen Polio seit 1999 in Europa nicht mehr verwendet, da es nach Ausrottung der Polio in Europa vereinzelt zu Polioerkrankungen durch diese Schluckimpfung kam.